# Molenlanden
Molenlanden est une commune néerlandaise située dans l'Alblasserwaard, dans le sud de la province de Hollande-Méridionale. La commune est créée le 1er janvier 2019 par la fusion des communes de Giessenlanden et Molenwaard.
La nouvelle commune compte environ 44 000 habitants et couvre une superficie de 191,58 km2 (dont 9,85 km2 d'eau).

## Géographie

### Communes limitrophes
| Ridderkerk   | Krimpenerwaard                     | Lopik ( Utrecht)                  |
| Alblasserdam | Molenlanden                        | Vijfheerenlanden ( Utrecht)       |
| Papendrecht  | Sliedrecht, Hardinxveld-Giessendam | Gorinchem, West Betuwe ( Gueldre) |

## Lien externe

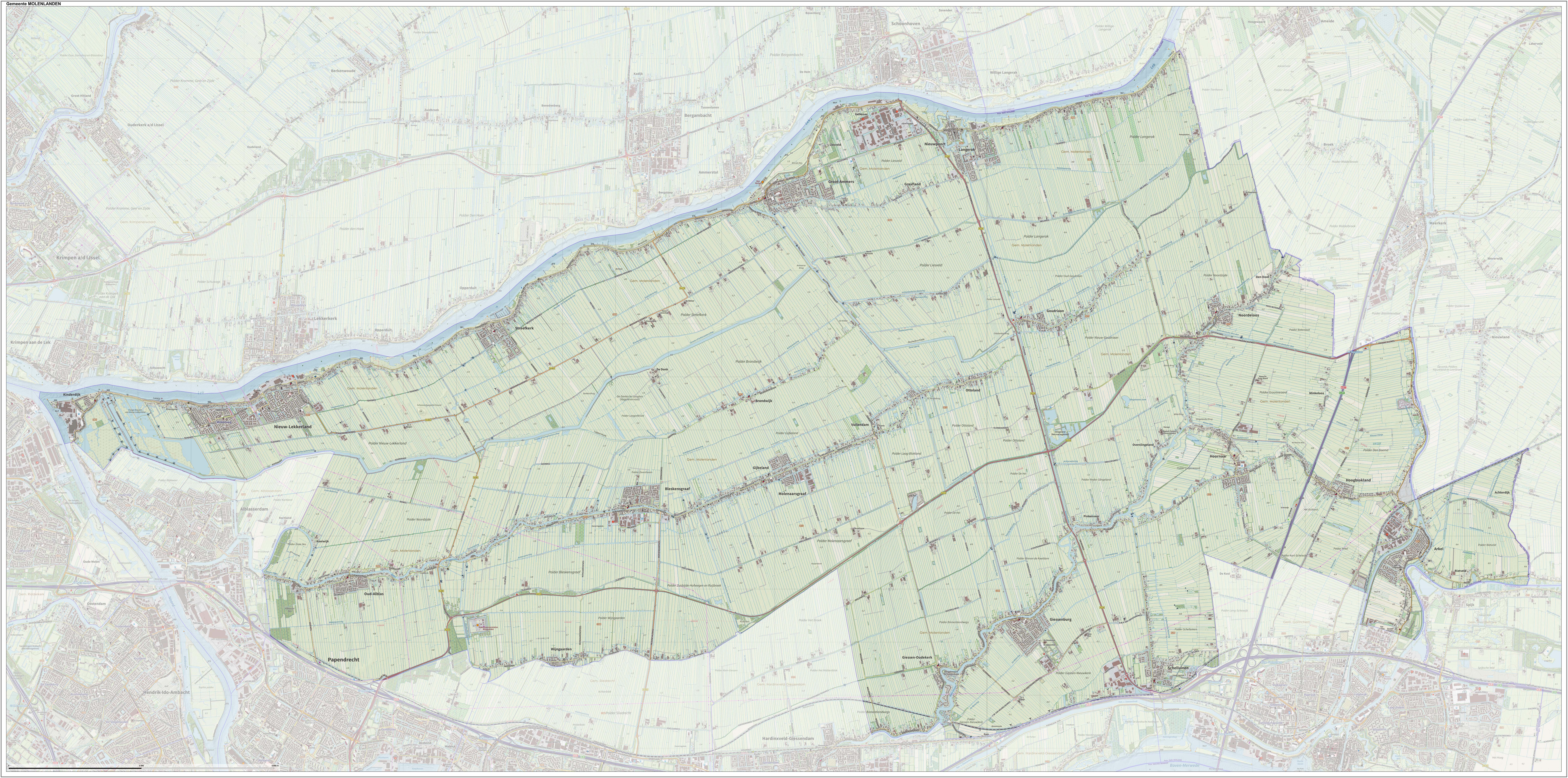
Plan détaillé de la commune de Molenlanden